# Mario Buscaino
Mario Buscaino (Trapani, 30 luglio 1950) è un politico italiano, già sindaco di Trapani per il centrosinistra per due mandati: il primo dal 1993 al 1994 e il secondo dal 1994 al 1998.

## Biografia
Architetto, viene eletto consigliere comunale di Trapani nel 1990 nelle file dell'"Altra Trapani" (lista civica espressione del PDS). Nel giugno 1993 accetta di guidare una giunta comunale di centrosinistra, seppur contro la volontà del suo partito che resta fuori dalla maggioranza. Il consiglio comunale viene poi sciolto nel febbraio 1994 in seguito alla mancata approvazione del piano regolatore generale entro i termini prestabiliti dalla legge regionale. 
Nel giugno 1994 alle prime elezioni dirette per la carica di primo cittadino, si candida con due liste civiche e va al ballottaggio superando il candidato ufficiale del centrosinistra Alessandro de Santis. Si apparenta al ballottaggio con il centrosinistra e viene eletto sindaco sconfiggendo il candidato del centrodestra Gabriele D'Alì. Ripropone la propria candidatura nel 1998 alla guida dell'intera coalizione di centrosinistra, ma viene sconfitto dal candidato del centrodestra Nino Laudicina (già Presidente della Provincia DC, dirigente del PPI fino a qualche settimana prima della presentazione delle candidature) per meno di 500 voti.
Nel luglio 1998 è destinatario di una informazione di garanzia nell'ambito dell'inchiesta che porta all'arresto del parlamentare regionale CCD Francesco Canino; concluse le indagini la posizione viene archiviata senza richiesta di rinvio a giudizio. 
Nel 2001 si candida all'Assemblea Regionale Siciliana nella lista della Margherita nel collegio di Trapani, ma non viene eletto. 
Nel 2007 viene indicato da DS, Margherita, e SDI come candidato alla carica di sindaco di Trapani ma la campagna elettorale viene compromessa da un avviso di garanzia per concorso in corruzione. Nonostante ciò, i partiti che ne avevano promosso la candidatura gli rinnovano la fiducia. Buscaino decide pertanto di non ritirarsi nonostante diversi appelli in tal senso provengano dalle forze di sinistra più marcatamente giustizialiste. Sebbene la vicenda si concluda, anche in questo caso, senza la richiesta di rinvio a giudizio da parte della magistratura inquirente, Buscaino viene sconfitto nettamente dal sindaco uscente Girolamo Fazio, della Casa delle Libertà, che viene rieletto al primo turno con il 64,7% dei consensi, contro il 22,2% di Buscaino.
Per le comunali dell'11 giugno 2017 si candida al consiglio comunale in una lista a sostegno del candidato sindaco Tonino D'Alì, ma non è eletto.